# Monastero di Gandantegchinlen Khiid

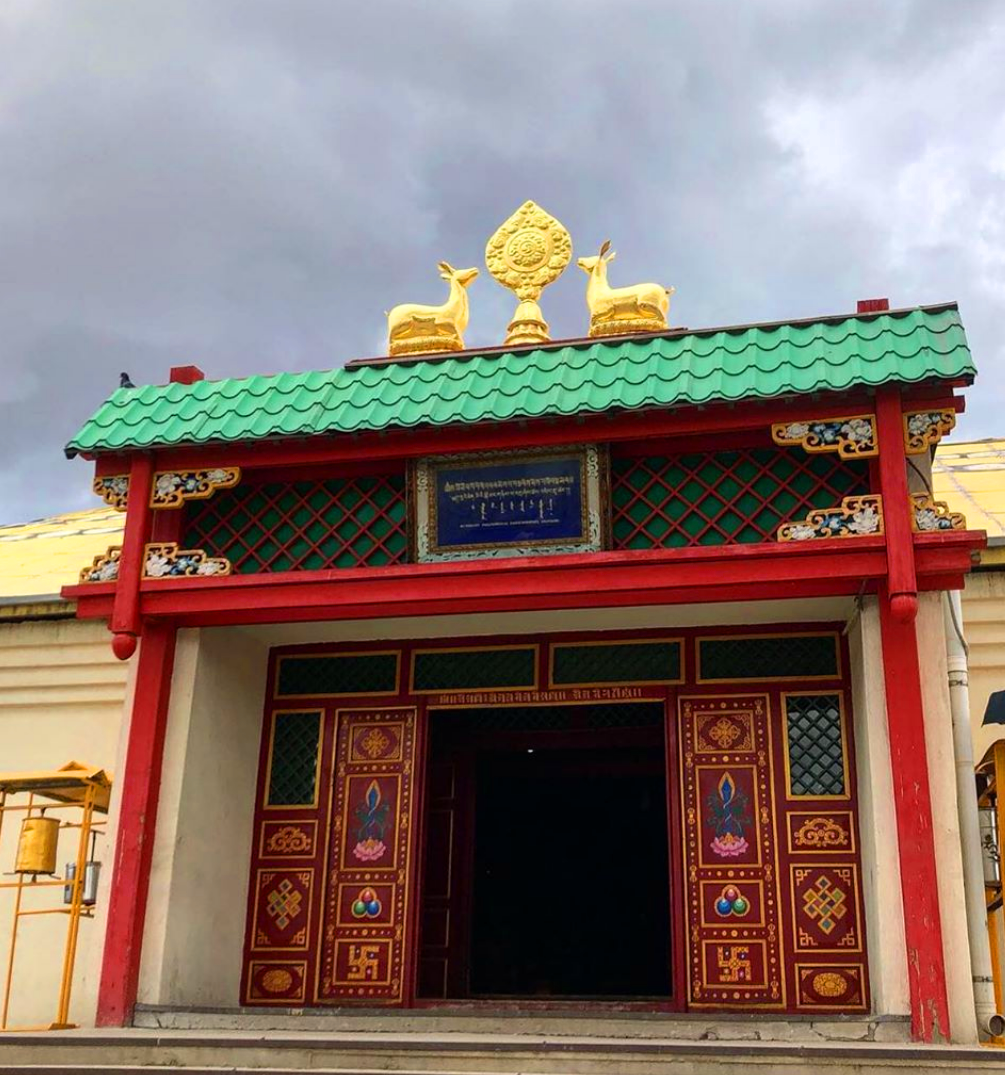
L'ingresso principale di uno dei templi del monastero

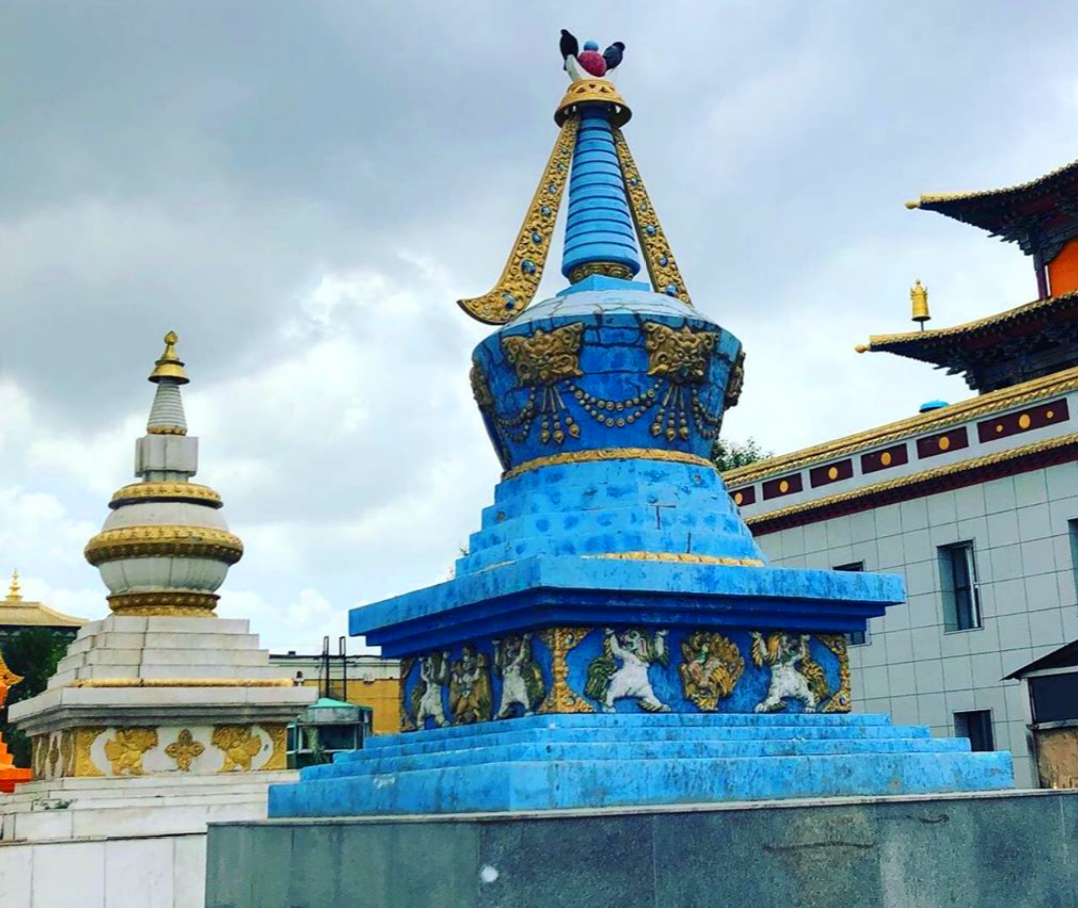
Stupa attorno al monastero

Il monastero di Gandantegchinlen Khiid (in mongolo Гандантэгчинлэн хийд, Gandantegčinlin hijd), anche conosciuto come monastero di Gandan, è un monastero buddista tibetano di Ulan Bator, in Mongolia.
Il monastero fu fondato nel 1838 e venne chiuso dai comunisti nel 1938. Nel 1944 venne però riaperto e rimase l'unico monastero in funzione in tutta la Mongolia Popolare.